# أنتوني كوبلاند
أنتوني كوبلاند (بالإنجليزية: Anthony Copeland)‏ هو لاعب كرة قدم أمريكية أمريكي، ولد في 14 أبريل 1963 في أتلانتا في الولايات المتحدة.

## وصلات خارجية
- أنتوني كوبلاند على موقع مرجع كرة القدم المحترفة.كوم (الإنجليزية)